# Morte de Mark Duggan
Mark Duggan, um homem negro de 29 anos de idade, foi morto em 4 de agosto de 2011 por policiais que tentavam prendê-lo em Tottenham, Londres, Inglaterra, após uma operação de vigilância concluir que ele planejava retaliar a morte de seu primo. Duggan foi morto com um tiro no peito. A reação de algumas pessoas às circunstâncias de sua morte, que gerou protestos e ataques a veículos policiais, levou a um distúrbio em Tottenham, que se espalharia para Londres e para as maiores cidades inglesas.

## Abordagem e tiroteio

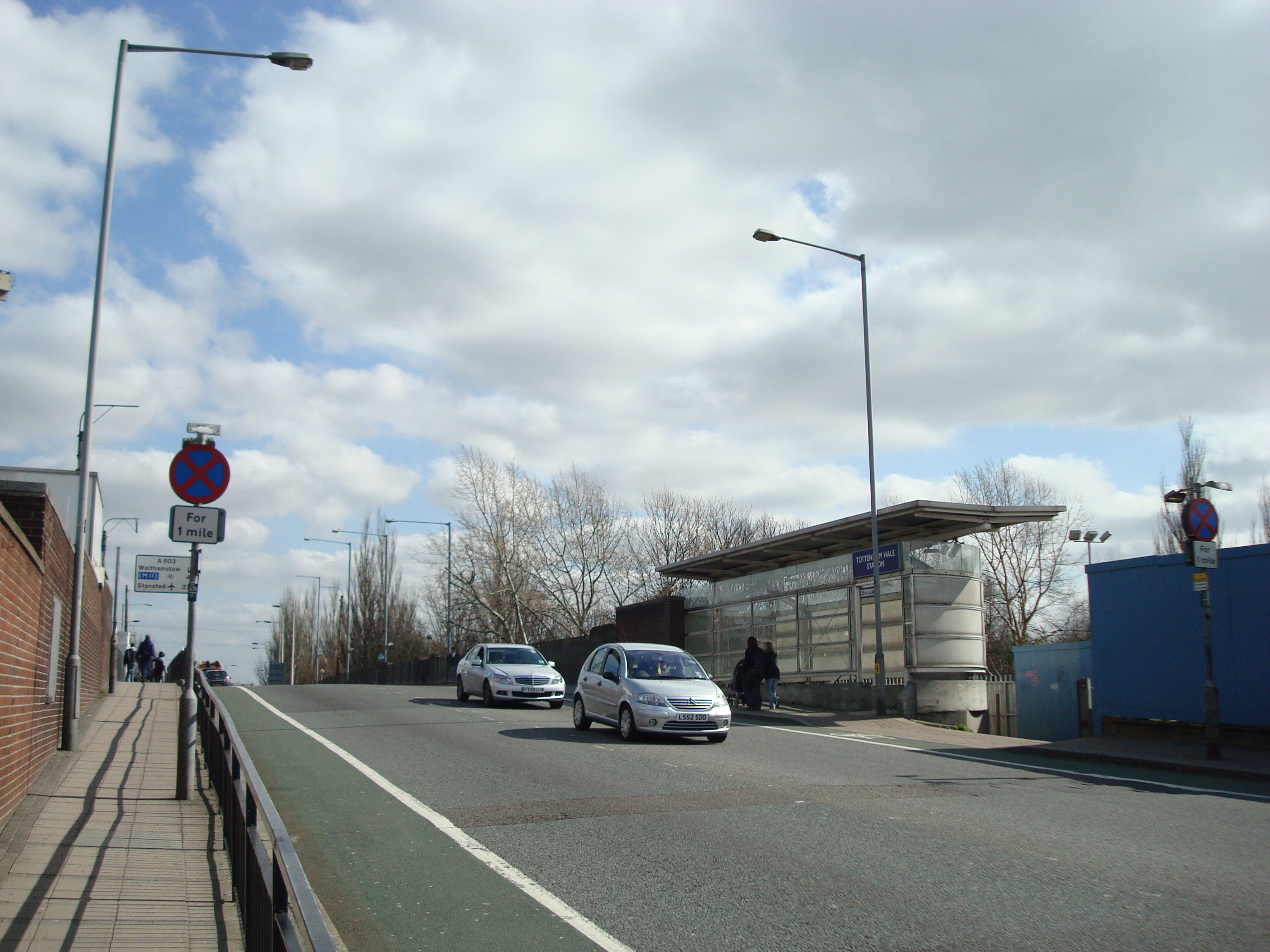
Ferry Lane, Tottenham Hale, local do tiroteio.

A Polícia Metropolitana de Londres parou um táxi que transportava Duggan por volta das 18:15 horas (horário local) de 4 de agosto de 2011 na tentativa de prendê-lo. A polícia disparou dois tiros, matando Duggan com um tiro no peito. Paramédicos do Serviço Ambulatório de Londres e médicos do Serviço Médico de Emergência por Helicóptero foram chamados ao local, mas Duggan foi declarado morto na cena do tiroteio às 18:41 horas.
Inicialmente, um porta-voz da Comissão Independente de Queixas contra a Polícia (Independent Police Complaints Commission – IPCC) teria dito que "o policial levou um tiro primeiro, antes do suspeito". Uma bala foi encontrada encravada no rádio de um policial, mas testes balísticos iniciais indicaram que se tratava de uma bala revestida de metal, assim como as da submetralhadora semi-automática Heckler & Koch MP5, usada pela polícia. A presença da bala no rádio pode ter sido devido a um ricochete. O IPCC afirmou que uma pistola Bruni BBM carregada foi recuperada da cena. O IPCC comissionou testes na pistola para o Serviço de Ciência Forense e recebeu a indicação de que se tratava de uma arma de fogo ilegal. A arma estava enrolada em uma meia, uma prática utilizada para evitar deixar evidências caso ela tivesse sido utilizada. O IPCC anunciou em 9 de agosto que não havia nenhuma evidência de que a arma tinha sido disparada, que esta hipótese não tinha sido descartada e que mais testes estavam sendo realizados. Em 18 de novembro de 2011 foi anunciado que o IPCC iria investigar se a mesma arma havia sido usada em um incidente anterior, ocorrido em 29 de julho de 2011, quando um homem foi agredido em Hackney. Um vídeo e outras provas obtidas pelo IPCC comprovaram que Duggan obteve a arma no início do dia de sua morte. Suas impressões digitais foram encontradas na caixa de papelão onde a arma se encontrava quando ele a comprou. A meia e a arma foram retiradas da caixa antes de Duggan ser baleado. Seu DNA e suas impressões digitais não foram recuperados a partir da meia que envolvia a arma, nem da arma em si.
De acordo com uma testemunha, um policial tinha "gritado para o homem parar 'algumas vezes', mas ele não tinha atendido à advertência". Um representante da Federação da Polícia Metropolitana afirmou que o policial que matou Duggan "acreditava honestamente que ele e seus colegas estavam em perigo iminente de serem baleados".
O policial que atirou em Duggan fazia parte do Comando Especialista em Armas de Fogo (Specialist Firearms Command - CO19) acompanhado por oficiais da Operação Tridente, uma unidade policial metropolitana de Londres a qual lida com tiroteios.

## Consequência

### Protestos
Às 17:30 horas do dia 6 de agosto, os parentes e vizinhos de Duggan marcharam de Broadwater Farm à Estação Policial de Tottenham. Os manifestantes queriam informações da polícia sobre as circunstâncias da morte de Duggan. Um inspetor chefe conversou com eles, que exigiram falar com um oficial de patente mais elevada. Por volta das 20:20 horas, alguns membros da multidão atacaram dois carros da polícia estacionados ali perto, ateando fogo a eles. Segundo o comandante da Polícia Metropolitana, Adrian Hanstock, a violência foi incitada por "certos elementos que não estavam envolvidos com a vigília." Em seguida, tumultos, incêndios e saques se espalharam para outras partes de Londres e para outras cidades da Inglaterra.
A família de Duggan condenou a desordem. Seu irmão mais velho disse: "Não estamos tolerando qualquer tipo de ação como essa como um todo". Enquanto o assassinato de Duggan talvez tenha sido o estopim dos distúrbios, várias outras causas foram apontadas para os tumultos. O primeiro-ministro do Reino Unido, David Cameron, rejeitou uma relação direta entre a morte de Mark Duggan e os subsequentes saques que se espalharam pela Inglaterra.

### Resposta da polícia
Steve Kavanagh, vice-comissário assistente da Polícia Metropolitana, lançou um pedido de desculpas à família Duggan pela maneira com a qual a polícia inicialmente se comunicou com eles, sugerindo que o IPCC tinha a responsabilidade de fornecer informações à família Duggan.

### Inquéritos
O incidente foi imediatamente tratado pelo IPCC, seguindo a política padrão da instituição de abrir um inquérito toda vez que alguém morre ou é severamente ferido após abordagem policial. Os investigadores, com a ajuda de ativistas, distribuíram panfletos para que as testemunhas se apresentassem. Os oficiais do IPCC ainda procuraram imagens de CCTV, telefonemas para o 999 (número de emergência da Inglaterra) e transmissões de rádio-patrulha.
Em 12 de agosto de 2011, o IPCC anunciou que imediatamente após o incidente deu informações enganadoras para jornalistas sobre o fato de Duggan ter trocado tiros com a polícia. Apesar de uma bala ter sido encontrada encravada no rádio de um policial, não havia evidências de que ela havia sido disparada da arma de Duggan. Depois disso, a família de Duggan declarou não confiar no IPCC para conduzir uma investigação justa e independente do incidente e pediu um inquérito independente sobre a relação entre a Polícia Metropolitana e o IPCC. Eles tentaram comissionar uma autópsia independente.
David Lammy, membro do parlamento por Tottenham, filiado ao Partido Trabalhista, disse que o tiroteio levantou "grandes questões" que precisam ser respondidas.
Os inquéritos do IPCC e do médico-legista sobre a morte de Duggan podem demorar até seis meses para ficarem prontos.
Em novembro de 2011, o IPCC começou uma investigação sobre a abordagem da polícia em um crime a mão armada cometido em 29 de julho de 2011 onde uma arma, encontrada então na cena do crime da morte de Duggan, poderia também ter sido usada.
Neste mesmo mês, dois ativistas da comunidade que estavam designados para colaborar com o IPCC desistiram de seus postos. Um terceiro manteve-se em atividade. Um destes, que saíram, disse que o trabalho do IPCC foi "de má qualidade".

## Antecedentes

### Biografia

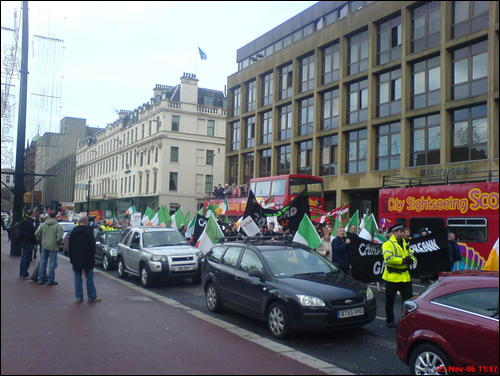
A morte de Mark Duggan acrescenta ao debate sobre o racismo no Reino Unido e posa como argumento nas acusações de preconceito étnico contra negros de Tottenham.

Duggan, também conhecido como "Starrish Mark" (Mark Estrelado) era um traficante de drogas ilegal  e membro fundador da "Gangue da Estrela", do norte de Londres (que lhe rendeu o apelido), uma ramificação da gangue Tottenham Mandem. O jornal britânico The Daily Telegraph citou várias fontes anônimas dentro da polícia que alegavam que Duggan era um "traficante conhecido", um "importante elemento" e "bem conhecido pela polícia de Tottenham". Duggan era sobrinho do líder de gangue falecido Desmond Noonan.
A Operação Tridente tinha Duggan sob vigilância, suspeitando que ele estava planejando admitir ter cometido um crime ligado à morte de seu primo Kelvin Easton, que foi esfaqueado até a morte do lado de fora do bar East London em março de 2011. Duggan estava cada vez mais paranóico em decorrência da morte violenta de Kelvin. O The Daily Telegraph afirmou que Duggan estava comprometido a vingar o assassinato do parente pelo "código das ruas" que a gangue promulgava.
A família de Duggan repudiava as alegações contra ele e as considerava "desinformação", respondendo que ele "não era um membro de gangue e não tinha histórico criminal".
O cortejo do funeral em Tottenham no dia 9 de setembro de 2011 foi visto por milhares de passantes. A polícia manteve a guarda baixa e não chamou atenção.

### Problemas com o policiamento
Houve tensão entre a comunidade Afro-Caribenha britânica e a polícia desde antes dos tumultos em Broadwater Farm em 1985, quando, de acordo com David Lammy — deputado de Tottenham pelo Partido Trabalhista —, as "rachaduras que já existiam entre a polícia e a comunidade tornaram-se profundas fissuras". Desde 1985 "algum progresso foi feito na relação entre a comunidade local e a polícia", mas o tiroteio "aumentou a tensão". Lammy disse que a morte de Duggan ocorreu como parte de "uma história em Tottenham que envolve pessoas mortas em custódia da polícia." Claudia Webbe, a presidente da Operação Tridente, disse que vários negros veem a morte de Duggan como "mais uma morte injusta em custódia" e que os jovens afrodescendentes de Tottenham ainda são "seis, sete, oito vezes mais passíveis de serem parados e revistados do que seus equivalentes caucasianos".
O romancista britânico Alex Wheatle, que serviu uma sentença de prisão por crimes que cometeu nos Tumultos em Brixton em 1981, julga haver uma "agravação profunda" pois, apesar das várias mortes de negros em custódia da polícia, nenhuma convicção é vista de oficiais de polícia.
Em resposta a rumores de que a morte de Mark Duggan foi uma “execução”, o IPCC anunciou que "Especulação de que Mark Duggan foi ‘assassinado’ em uma execução envolvendo vários tiros na cabeça são categoricamente inverdades.”
A morte de Mark Duggan foi considerada “uma fonte fervente de tensão” e um fator contribuinte para “o crescente sentimento anti-polícia” frente o Carnaval de Notting Hill no último agosto. O vice-presidente da Federação da Polícia Metropolitana, John Tully, citou um sentimento de fúria “entre os residentes locais” de Tottenham e uma atmosfera de ódio contra a polícia e “o sistema” foi julgado como evidente num encontro do qual Tully participou.